# Хамад Хасан
Хамад Алі Хасан (араб. حمد علي حسن, 1969, Баальбек) — ліванський науковець і політик, який обіймав посаду міністра охорони здоров'я в уряді Лівану з 21 січня 2020 року по 10 вересня 2021 року.

## Кар'єра
Хамад Хасан отримав ступінь магістра фармації в 1994 році, диплом клінічного лабораторної справи в 1998 році, і ступінь доктора молекулярної біології в Московській медичній академії в 1999 році. З 2000 по 2009 рік він працював керівником відділу медичної лабораторії лікарні «Аль-Маяс-Штура». Хасан працював викладачем у Ліванському університеті та Ліванському міжнародному університеті з 2003 по 2014 рік.
Хамад Хасан є членом муніципальної ради Баальбека з 2010 року. Він був головою ради з 2013 по 2016 рік.